# Toxocarpus insularis
Toxocarpus insularis är en oleanderväxtart som först beskrevs av Friedrich Anton Wilhelm Miquel, och fick sitt nu gällande namn av Reinier Cornelis Bakhuizen van den Brink. Toxocarpus insularis ingår i släktet Toxocarpus och familjen oleanderväxter. Inga underarter finns listade i Catalogue of Life.